# Runtole
Runtole – wieś w Słowenii, w gminie miejskiej Celje. W 2018 roku liczyła 37 mieszkańców. 